# أوليفر شالر
أوليفر شالر (بالألمانية: Oliver Schaller)‏ هو لاعب كرة الريشة سويسري، ولد في 15 أغسطس 1994 في Bösingen, Fribourg ‏ في سويسرا.

## وصلات خارجية
- أوليفر شالر على موقع BWF.tournamentsoftware.com (الإنجليزية)
- أوليفر شالر على موقع BWFbadminton.com (الإنجليزية)